# Duna Górna
Duna Górna (niem.: Vordere Duhne, Die Duhne, Steinbergwasser; bezpośrednio po II wojnie światowej: Topolica, Duna) – potok stanowiący lewy dopływ Nysy Kłodzkiej. Jego źródła znajdują się między Kamienną Górą i Wietrznikiem w Górach Bystrzyckich. Wypływa powyżej Kostery na wysokości około 707 m n.p.m. w pobliżu Zielonej Drogi, a jego ujście znajduje się w Krosnowicach na wysokości 300 m n.p.m. Długość Duny Górnej to w przybliżeniu 13,5 km.
Duna Górna odwadnia północno-wschodni kraniec Gór Bystrzyckich oraz część Wysoczyzny Łomnicy w Rowie Górnej Nysy. Przepływa przez Kosterę, Starkówek i Topolice, gdzie jej koryto aż do ujścia rozdwaja się. Czasami mylnie Duna Górna nazywana bywa Topolicą. Nazwa ta może odnosić się do jej wschodniego koryta na tym odcinku. Górna część doliny Duny Górnej jest osłonięta od północy stromym i zalesionym Kamiennym Grzbietem, a niżej płynie przez rozległe użytki rolne na osadach plejstoceńskich. Jej dolina jest tu lekko zagłębiona. Na brzegach ciągną się łąki oraz niewielkie zagajniki. Duna Górna posiada szereg dopływów przeważnie bezimiennych. Największym dopływem potoku jest Duna Dolna. Czasami od jej ujścia potok nosi nazwę Duna.
W rejonie źródeł Duny Górnej przechodzi  szlak turystyczny z Polanicy-Zdroju do Zieleńca, a powyżej Kostery przecina ją  szlak z Polanicy-Zdroju przez Hutę do Bystrzycy Kłodzkiej.